# Speerwaterjuffer
De speerwaterjuffer (Coenagrion hastulatum) is een juffer uit de familie van de Waterjuffers (Coenagrionidae]). De soort komt voor in de noordelijke helft van het Palearctisch gebied. De wetenschappelijke naam van de soort werd in 1825 als Agrion hastulatum gepubliceerd door Toussaint von Charpentier.
Het mannetje is te herkennen aan een speervormige schoppentekening en twee zijstreepjes op het tweede segment. Het vrouwtje lijkt veel op de azuurwaterjuffer.

## Kenmerken
De speerwaterjuffer heeft een lengte van tussen de 31 en 33 millimeter en hij heeft een vleugelspanwijdte van tussen de 40 en de 50 millimeter.
Bij het mannetje zijn het borststuk en het achterlijf blauw van kleur met zwarte tekening. De onderkant van de ogen is groen en soms is ook de onderzijde borststuk groen van kleur. Segment twee wordt gekenmerkt door zwarte tekeningen met speerpunt- of schoppenvormig zwart figuurtje (verbonden met achterrand segment) en twee losse zijstreepjes. Dit kan echter gereduceerd zijn; met name de zijstreepjes en het verbindingsstreepje met de achterrand ontbreken vaak. Segment drie bevat eveneens een toegespitste zwarte figuur. Segmenten 3 tot en met 6 zijn voor minimaal een derde donker gekleurd. Segment 7 is (vrijwel) geheel donker gekleurd en de segmenten 8 en 9 zijn grotendeels blauw van kleur.
Bij het vrouwtje zijn de lichte delen van het lichaam grasgroen gekleurd. De rug van achterlijf is donker van kleur maar de donkere baan wordt naar de basis toe smaller. Aan de zijkanten van segment 3 en 4 is daardoor relatief veel groen zichtbaar.
De speerwaterjuffer heeft een eenjarige levenscyclus. De larven gaan volgroeid de winter in en sluipen geconcentreerd in het voorjaar uit in de periode van mei tot begin juni.

## Vliegtijd
De vliegtijd van de speerwaterjuffer is van begin mei tot eind juli. De hoofdvliegtijd is kort en is in de tweede helft van mei tot begin juni. Imago's vliegen aan de waterkant tussen de verlandingsvegetatie (vaak in zeggenveldjes), maar ook op enige afstand van het water op zonnige plekken in het bos. Overnachten gebeurt eveneens in halfopen bos. Eitjes worden afgezet op drijvende of in het water staande planten

## Verspreiding en habitat
De soort komt voor in heel Europa, met uitzondering van IJsland, Ierland, het Iberisch Schiereiland, Corsica, Sardinië en Sicilië en de Balkan. De soort heeft een voorkeur voor verlandingsstadia in matig voedselarme tot matig voedselrijke vennen met een stabiele waterstand. In Nederland is de soort zeer zeldzaam, en beperkt tot enkele locaties in Noord-Brabant, de Achterhoek en Twente.